# Franc Košir

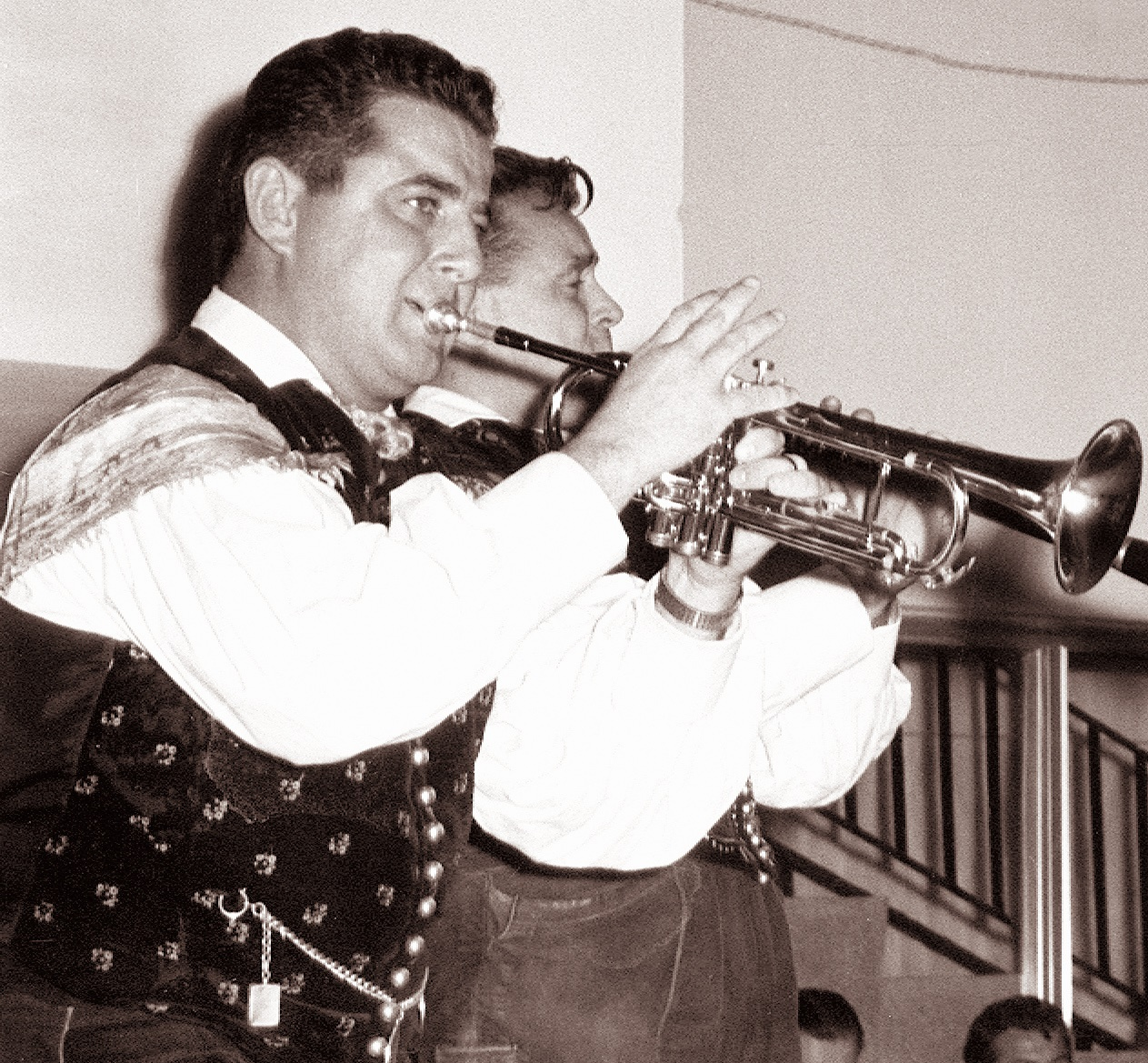
Franc Košir (1963)

Franc Košir (* 1. Oktober 1931 in Koroška Bela; † 19. Dezember 1991 in Aßling) war ein slowenischer Musiker und seit 1953 Trompeter der volkstümlichen Gruppe Slavko Avsenik und seine Original Oberkrainer. Ab Mitte der 1980er Jahre war er lediglich als Komiker und Unterhalter der Gruppe aktiv.

## Leben
Mit 13 Jahren spielte Košir in der Jugendgruppe der Werkskapelle seines Heimatorts Jesenice. Auf Anraten seines Kapellmeisters absolvierte er ein Trompetenstudium an der Laibacher Musikakademie und spielte zunächst beim Tanzorchester von Radio Ljubljana.
1953 trat er der Musikgruppe der Brüder Slavko Avsenik und Vilko Ovsenik bei, die später als Original Oberkrainer internationale Erfolge verzeichnete. Bekannt wurde Košir als Trompeter und später als Humorist der Gruppe. 1985 gab er seine Rolle als Trompeter krankheitsbedingt an Jože Balažic ab und übte fortan nur mehr die Funktion des Unterhalters aus.
Franc Košir verstarb am 19. Dezember 1991 im Alter von 60 Jahren nach schwerer Krankheit.